# キャリアウーマン

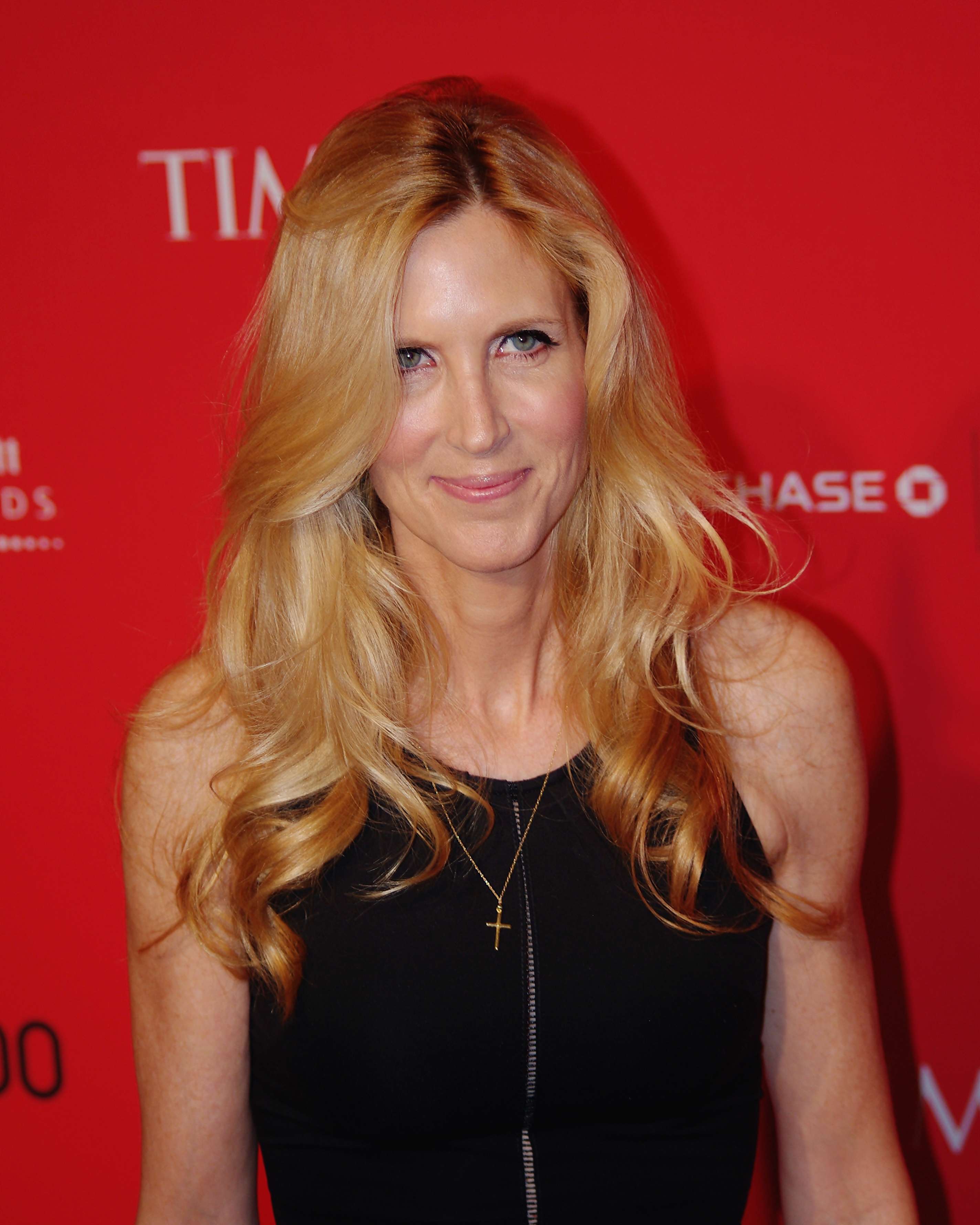
アン・コールター：アメリカ合衆国の弁護士および政治コメンテーター、2010年アメリカのタイム誌の「最も影響力のある100人」にも選ばれた

キャリアウーマン（女性長期賃金労働者）とは、専門的な職務遂行能力を生かして長期に仕事に就く女性の呼称である。専門分野で就労する女性を呼ぶこともある。
長期に渡り、企業における管理職志向が強い女性に対して使用された言葉であり、社長夫人が取締役に名を連ねたような、勤務実態の無い形では使用されなかった。1970年代頃からよく使われるようになった言葉であるが、女性がキャリアを持つことを特別視する言葉でもあるため、現在ではあまり使われなくなった。

## 概要
男女雇用機会均等法の制定によって女性にも広くキャリアコースが開かれるようになり、またオフィスでの事務作業だけでなく、自動車整備士や鉄道運転士など、これまで女性の就労例が少なかった現業職に女性が就くことが増えていった。
かつては企業などで男性より優秀な実績を上げている女性が、女性という理由だけで昇進できないという時代もあった。しかし現代では男女平等化の促進により、各々の実績に応じて性別に関わらず管理職にも起用しようという流れがある。むしろ近年では同等の実績をあげている者の場合、女性を優先させるという動きが強い。
また、かつては男性職であった研究職、医師、弁護士等においても、優秀な女性の進出が著しい。しかしながら、これらの職業では名前の一貫性が問われるため、結婚後も旧姓を通称として使用し働く女性が多いが、様々な障害があるため、選択的夫婦別姓制度等の導入が望まれている。
一方で、世界経済フォーラムは2006年、世界各国の男女格差の度合いを指標化した「男女格差報告」(Global Gender Gap Report 2006)を発表したが、これによれば、日本は世界115か国のうち世界男女格差指数ランキング79位である。

## 歴史
日本の企業は従来より、女性従業員に対しコピーやお茶汲みなどの雑務を任せるなど、女性の仕事は寿退社（結婚による退職）までの花嫁修業と考えられていた。しかしながら、1957年よりはパートタイム（非常勤）が登場し、1960年代には住宅や教育費のためとして既婚女性のパートタイムも一般的となっていった。1966年には住友セメント事件の判決によって『女性結婚退職制』が無効とされた。
その後、1970年代後半にはアメリカのウーマンリブ運動に影響を受けた翻訳小説『飛ぶのが怖い』や洋画『結婚しない女』が日本でも公開され、次いでそれらに影響を受けた女性誌『クロワッサン』や『MORE』も登場し、1980年には女性向け求人情報誌『とらばーゆ』が創刊され、働く女性が一般化していった。
1986年には女性に対する労働上の差別をなくすためとして法改正による男女雇用機会均等法が施行された。これによって職務の男女差が禁じられたため、職務を総合職と一般職で分けることが一般的となり、キャリアアップを望んで総合職に付く女性が登場した。
一方で1982年には翻訳書『シンデレラコンプレックス』やエッセイ集『ルンルンを買っておうちに帰ろう』が登場して話題となり、また1980代には結婚情報サービスの数も増加していき、男女雇用機会均等法の施行の頃には既にキャリア志向から結婚志向への揺り戻しが起きていたとも言われている。1987年には職場に子供を連れて行く「子連れ出勤」に対して『アグネス論争』が起きている。
次いで1988年にはバブル景気に下支えされて「キャリアとケッコンだけじゃ、いや。」をキャッチコピーとする女性誌『Hanako』が登場して人気となり、この頃には海外でキャリアアップを目指す女性が増加する一方で、日本でアルバイトをして海外で長期間過ごすフリーターの女性も増えていったとされる。またこのHanakoの記事によって女性が競馬などへも進出していき、キャリアと結婚だけでなく遊びにおいても男女平等が広がっていった。OLのオヤジ化が進んだことで、1990年には『オヤジギャル』が流行語となっている。
そんな時代の中で1990年6月には厚生省によって合計特殊出生率が1.57へと低下したことが（「1.57ショック」）、翌1991年6月には同省によって合計特殊出生率が1.53へと低下したことが発表され（「1.53ショック」）、出生率の低下が大きな社会問題として話題となっていった。次いで1991年10月には秋篠宮妃紀子妃のご出産によるお祝いムードが起き、また同1991年のバブル崩壊もあって1992年の女性誌『CREA』からは「タカビーな生活は、バブル崩壊とともにサヨウナラ」というコピーの『フツーイズム宣言』が登場、キャリアウーマンの時代からフツーの女性の時代への転換が進んでいき、総合職を目指さない女性が増えていったとされる。
その後、2000年代に女性に対する「女子」という言い回しが流行すると、キャリア女子やバリキャリ女子といった語も登場しキャリアウーマンの代わりとして使われるようになっていった。

## アメリカでは
1950年代のアメリカでは第二次世界大戦が終わり、男性が職場に復帰したことから腰掛で働くのが一般的になっていた。しかし1970年代のウーマンリブ運動等の影響や女性の大学進学率の向上などから、女性も男性と同じように働くようになっていき、1980年代頃には一般的になった。
現在では女性の管理職は一般的になっており、女性でも転職などを繰り返しキャリアアップ（アメリカには終身雇用の考えはない）したり、大学院で学んだり、育児と仕事を両立したりする母親も一般的になっている。そのため保育園やベビーシッターが普及している。古くからの価値観では母親は家にいるものとされているが、アメリカでは仕事と家庭を両立できるのであればキャリアは関係ないという価値観が普及している。自立精神が高いのが日本人女性との違いである。
現代のアメリカでは「キャリアウーマン」の用語が、「ワーキングマザー」といった用語とともに差別用語だと考えられるようになった。これはジェンダーの視点から「ウーマン」や「ガール」といった用語が職業名に付くことを避けるようになったためである。

## 北欧では
高福祉国家で所得税などの税金が高いために女性も働くことが多く、スウェーデンなどでは女性の労働力率が70%超となっている。幼稚園や保育園のような子供を預かる公的サービスを受けられること、そして残業が少なく夕方には帰ってくることから両親が協力して子育てしながら共働きを達成することが可能になっている。
一般的に北欧諸国では既に「専業主婦」という考えは少数になっており、共働きのほうが一般になっている。